# Karl Döscher
Heinrich Karl Döscher (* 4. Oktober 1913 in Kiel; † 9. Januar 1950 in Wehrda) war ein deutscher SS-Obersturmführer und ab Mai 1938 im SD-Hauptamt als „Judenreferent“ tätig. Für die Amtschefbesprechung im Reichssicherheitshauptamt (RSHA) am 20. Dezember 1939 bereitete Döscher ein Papier zur „Endlösung des deutschen Judenproblems“ vor.

## Leben
Döscher besuchte das Gymnasium bis zur 12. Klasse und absolvierte anschließend eine kaufmännische Lehre. Er trat zum 1. August 1932 in die NSDAP (Mitgliedsnummer 1.124.150) und SA ein. Der Eintritt in die SS erfolgte am 1. Mai 1934; am 10. September 1939 avancierte er zum SS-Untersturmführer, ehe er am 20. April 1940 zum SS-Obersturmführer befördert wurde. Ab Mai 1938 war Döscher im SD-Hauptamt II, Referat 112 („Judenfragen“), beschäftigt. Damit wurde er Nachfolger Herbert Hagens, der ihn aus gemeinsamer Jugendzeit in Kiel kannte und bei seinem Wechsel ins Amt VI („Auslandsnachrichtendienst“) und der Übernahme der dortigen Dienststelle VI/H2 („Judenfragen und Antisemitismus“) auch als Nachfolger vorgeschlagen hatte. Als „Schulabbrecher“, der mit noch nicht einmal 19 Jahren der NSDAP beigetreten und schon mit 25 Jahren „Judenreferent“ im SD wurde, widersprach Döscher, wie der Historiker Gerhard Paul betont, „dem in der Literatur gepflegten Bild des SD als intellektueller Elite“.
Mit der Gründung des Reichssicherheitshauptamtes nahm Döscher das Referat II/112 aus dem SD-Hauptamt in das Amt II („Gegnerforschung“) des RSHA mit und leitete diese Dienststelle. Dabei war es zunächst seine Aufgabe, sich im Auftrag des Amtschefs Franz Six zusammen mit Helmut Knochen und niedrigeren SS-Chargen als Helfern beim Übergang vom SD-Hauptamt zum RSHA um die „Neuregelung der Judenarbeit“ und die „Überführung der Akten in die Emserstraße“ zu kümmern.
Als sein Vorgesetzter Six eine „Herreichung von Stichpunkten“ für die Amtschefbesprechung des RSHA am 20. Dezember 1939 anforderte, lieferte Döscher die gewünschten „Stichpunkte“ über die „Endlösung des deutschen Judenproblems“. Dieses Schreiben Döschers vom 19. Dezember 1939 wird vielfach in der Literatur zitiert und ist im 2012 erschienenen 3. Band der Dokumentenedition Die Verfolgung und Ermordung der europäischen Juden durch das nationalsozialistische Deutschland 1933–1945 (VEJ) verbunden mit einer biographischen Skizze Döschers vollständig abgedruckt. Danach sollte die Frage geklärt werden, „ob ein Judenreservat in Polen geschaffen werden soll oder ob die Juden im zukünftigen Gouvernement Polen untergebracht werden sollten“. Zudem gelte es zu entscheiden, „ob die Judenauswanderung im Hinblick auf die Schaffung des Reservats weiterhin durchgeführt wird“. Zum Abschluss des Papiers vertrat Döscher die Auffassung:
„Außenpolitisch wäre ein Reservat außerdem ein gutes Druckmittel gegen die Westmächte. Vielleicht könnte hierdurch bei Abschluß des Krieges die Frage der Weltlösung aufgeworfen werden.“
Laut dem Historiker Lutz Hachmeister finden sich zu Döscher in der entsprechenden „BDC-Akte […] nach 1940 keine Einträge mehr“.
In einem Brief Eberhard von Thaddens aus Berlin vom 25. Mai 1944, der als „Geheime Reichssache“ eingestuft wurde, an seinen direkten Vorgesetzten Wagner erwähnt Thadden unter anderem, dass der Vertreter „von Heinz Ballensiefen ... der praktische Manager des Instituts SS-Obersturmführer Döscher [ist], der bisher eine ähnliche Gründung Ballensiefens in Paris gesteuert hat“. Thadden bezieht sich auf die französischen und ungarischen „Institute zur Erforschung der Judenfrage“, die im Hintergrund von SS-Leuten gemanagt wurden.